# محطة ضخ

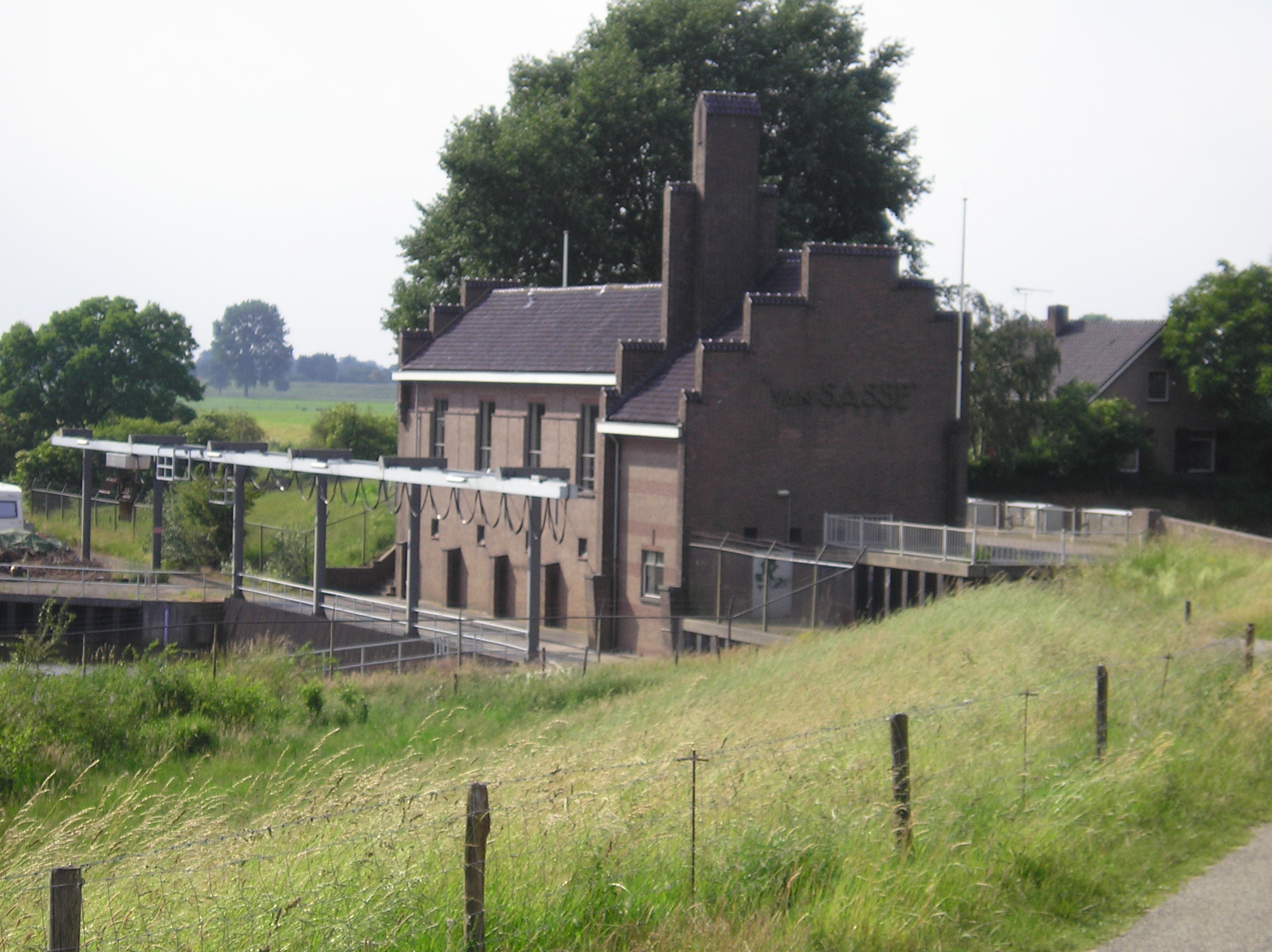
محطة الضخ فان ساسي في جريف، هولندا.

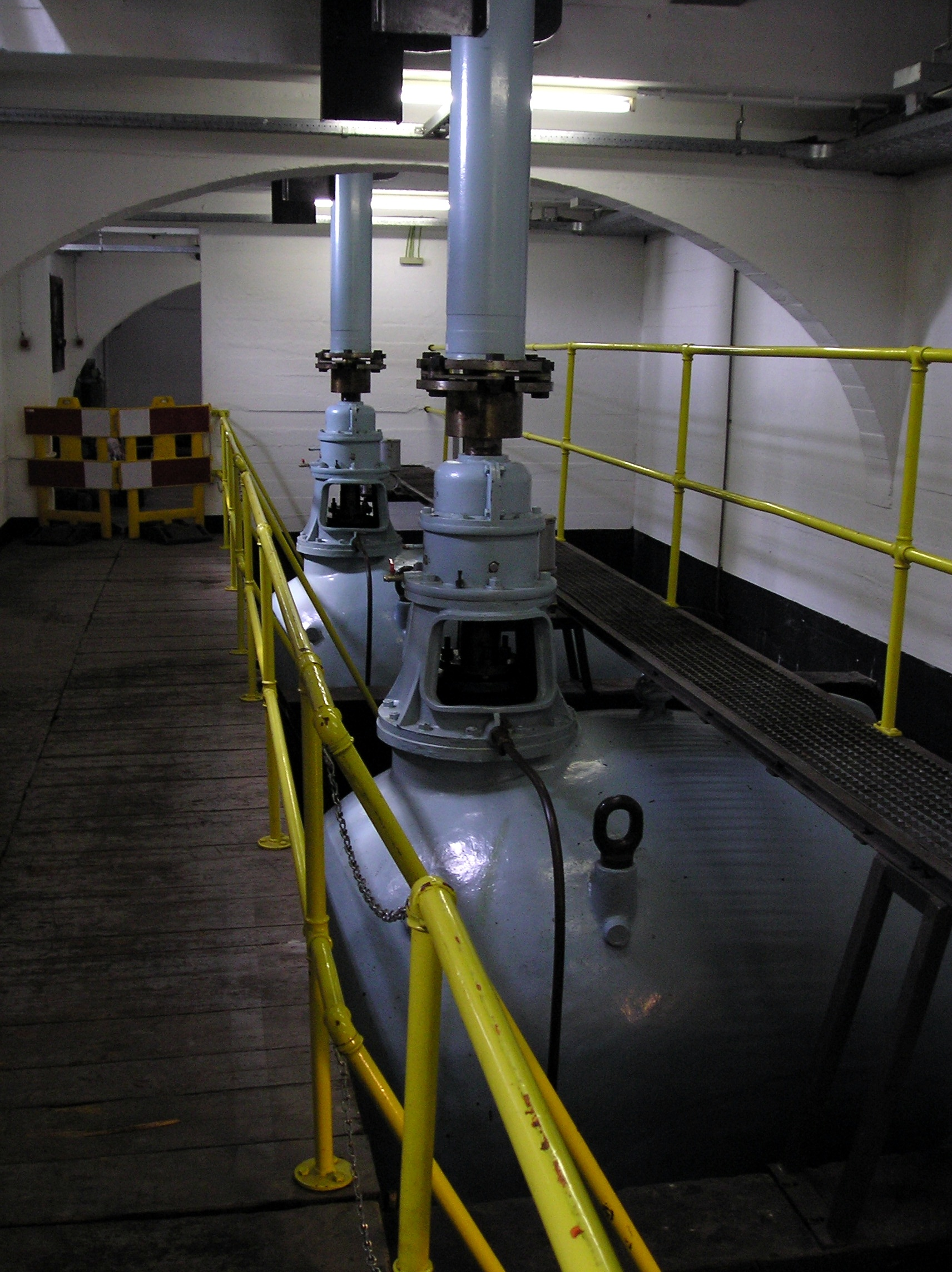
محطة الضخ فان ساسي في جريف، هولندا.

محطة الضخ أو محطة الرفع هي عبارة عن مرافق تتضمن مضخات ومعدات لضخ السوائل من مكان إلى آخر. وتُستخدم مجموعة متنوعة من أنظمة البنية التحتية مثل إمداد المياه إلى القنوات وصرف الأراضي المنخفضة وإزالة الصرف الصحي ونقله إلى مواقع المعالجة.
ومحطة الضخ، بحكم التعريف، هي جزء لا يتجزأ من تركيب محطات الضخ والتخزين الكهرومائية.

## إمداد القنوات بالمياه
في البلدان التي توجد بها أنظمة قنوات، يشيع استخدام محطات الضخ. وبسبب طريقة عمل نظام أقفال القنوات، يتم فقدان المياه من الجزء العلوي للقناة في كل مرة تمر عبرها إحدى السفن. كذلك، فإن معظم البوابات ليست مانعة للماء، لذا فإن بعض الماء يتسرب من المستويات الأعلى للقناة إلى المستويات الأدنى. ومن الواضح أنه يتعين استبدال المياه وإلا فإن المستويات العليا من القناة لن تتمكن في نهاية المطاف من الاحتفاظ بقدر كافٍ من المياه لأغراض الملاحة.
وعادة ما يتم تغذية القنوات من خلال تحويل المياه من الجداول والأنهار إلى الأجزاء العلوية من القناة، ولكن إذا لم يتوفر مصدر مناسب، فيمكن استخدام محطة ضخ للحفاظ على مستوى المياه. ومن أبرز الأمثلة على محطات الضخ الخاصة بالقنوات المائية هو محطة الضخ في كلافيرتون الموجودة في قناة كينيت وأفون في جنوب إنجلترا، المملكة المتحدة. وتقوم هذه المحطة بضخ المياه من نهر آفون المجاور إلى القناة باستخدام مضخات تعمل بالسواقي التي يتم تشغيلها بماء النهر.
وعندما لا يكون هناك أي مصدر خارجي للمياه، يمكن في هذه الحالة استخدام أنظمة الضخ الخلفي. يتم استخراج المياه من القناة من أسفل بوابة السد عند مرور أحد القوارب ويتم إعادة ضخها إلى أعلى مرة ثانية ليمر خلالها القارب التالي. وعادة ما تكون هذه المحطات صغيرة للغاية.

## صرف الأراضي

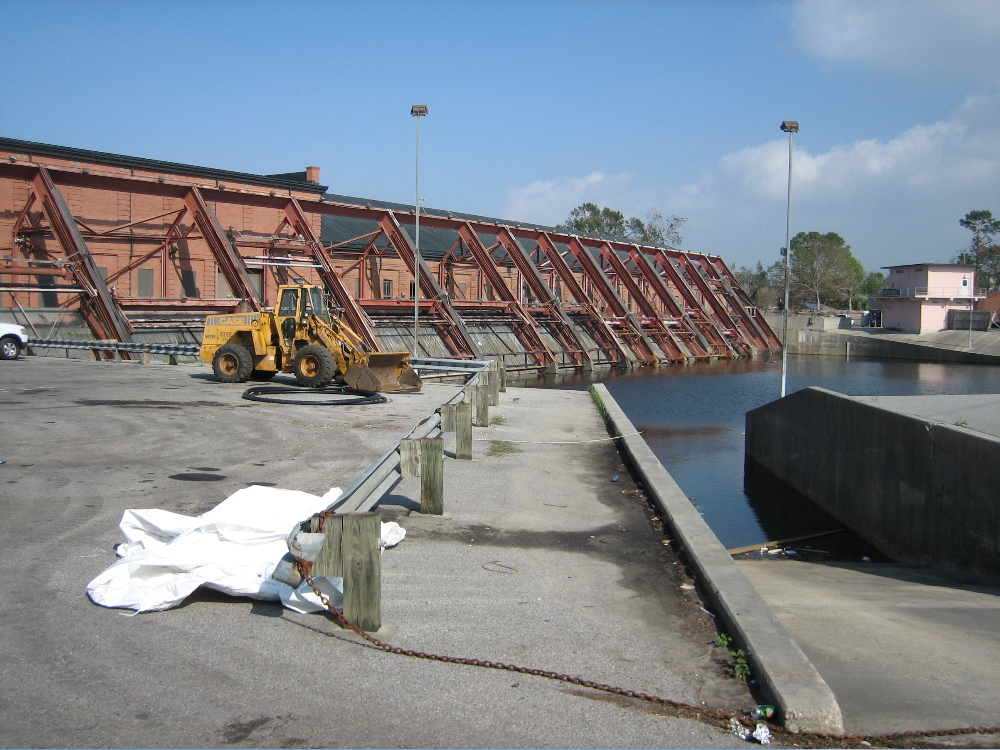
نيو أورليانز، الولايات المتحدة: محطة ميتيري للضخ، التي تُعرف أيضًا باسم محطة الضخ 6، التي تم إنشاؤها عام 1899، بالقرب من طريق ميتيري (Metairie Road) وأول قناة 17th Street Canal. ويمكن لهذه المحطة التي تضم حاليًا 15 مضخة من نوع Wood Screw Pump نقل أكثر من 6 بليون جالون (23,000,000 متر مكعب) من المياه يوميًا.

عندما يتم تجفيف المناطق المنخفضة، فإن الوسيلة العامة في هذا الصدد هي حفر قنوات صرف. ومع ذلك، إذا كانت المنطقة تحت مستوى سطح البحر فعندئذٍ يكون من الضروري ضخ المياه إلى أعلى في قنوات مائية تقوم في نهاية المطاف بالصرف في البحر.
وكانت هذه الفكرة مفهومة لدى الفيكتوريين وفي المملكة المتحدة قاموا ببناء محطات ضخ باستخدام المضخات المائية، التي تعمل بالمحركات البخارية لإنجاز هذه المهمة. في لينكولنشاير، هناك مساحات واسعة من الأراضي الرطبة عند مستوى سطح البحر، تُسمى The Fens، والتي تحولت إلى أراض زراعية صالحة للزراعة بواسطة هذه الطريقة. والأرض مليئة بالمغذيات بسبب تراكم كمية الصخور الرسوبية الذي تكونت منها الأرض في البداية.
وفي أماكن أخرى، يتم استخدام محطات الضخ لإزالة الماء الذي تسرب إلى المناطق المنخفضة كنتيجة للفيضان على سبيل المثال (كما هو الحال في نيو أورليانز، على سبيل المثال).

### حزمة محطة الضخ
في الآونة الأخيرة، تقدم ’حزمة محطة الضخ‘ وسيلة فعالة واقتصادية لتركيب نظام الصرف. وهذه المحطات مناسبة لجمع خدمات المباني الميكانيكية وضخ المياه مثل المياه السطحية ومياه الصرف أو الصرف الصحي من المناطق التي يستحيل فيها حدوث الصرف الصحي بفعل الجاذبية.
وحزمة محطة الضخ هي عبارة عن نظام متكامل، يتم بناؤها في أحد الأبنية المصنوعة من المواد القوية المقاومة للصدمات مثل الخرسانة سابقة الصب أو البولي إثيلين أو البلاستيك المقوى بالزجاج. ويتم تزويد الوحدة بشبكة أنابيب داخلية مجهزة وسابقة التجميع وجاهزة للتركيب في الأرض، وبعد ذلك يتم تركيب المضخات القابلة للغمر في المياه ومعدات التحكم. ومن ميزات هذه الحزمة أنها قد تتضمن عناصر التحكم اللازمة للتشغيل التلقائي كليًا؛ وإشارات إنذار عالية المستوى في حالة حدوث عطل بالمضخة؛ وربما نظام guide-rail/auto-coupling/pedestal الذي يتيح إزالة المضخات بسهولة لأغراض الصيانة.
والنظم التي يتم تشييدها في المواقع التقليدية تحتوي على مكونات صمامات يتم تركيبها في منشأة منفصلة. ويمكن أن يؤدي وجود اثنين من المكونات الهيكلية إلى مشاكل خطيرة محتملة في الموقع مثل التسوية غير المتكافئة بين المكونات مما يؤدي إلى الضغط على الأنابيب والتوصيلات بين المكونات وتعطلها. وقد جمع تطوير نظام حزمة محطة الضخ كل المكونات في مأوى واحد والذي لا يتفادى مشاكل التسوية غير المتكافئة فحسب ولكن الاختبار والتجهيز السابق لكل وحدة قبل التركيب يمكن أن يقلل التكلفة والوقت التي تنطوي عليه الأعمال المدنية وأعمال الموقع.

## أنظمة الصرف الصحي
عادة ما يتم تصميم محطات الضخ في أنظمة تجميع الصرف الصحي، التي تُسمى أيضًا باسم محطات الرفع، لمعالجة مياه الصرف الصحي الخام التي تأتي عبر خطوط أنابيب تحت الأرض بفعل الجاذبية (الأنابيب التي يتم وضعها بزاوية معينة بحيث يمكن للسائل التدفق في اتجاه واحد بفعل الجاذبية). وتتم تغذية مياه الصرف الصحي وتخزينها في بئر تحت الأرض، يُعرف عادة باسم البئر الرطب. وهذا البئر مجهز بمعدات كهربائية للكشف عن مستوى الصرف الصحي الموجود. وعندما يرتفع مستوى مياه الصرف الصحي إلى نقطة محددة سلفًاـ سيتم تشغيل مضخة لرفع الصرف الصحي إلى أعلى من خلال نظام أنابيب تعمل بالضغط يُسمى الصرف الرئيسي للبالوعة أو رفع الصرف الرئيسي الذي يتم عنده تفريغ مياه الصرف الصحي في فتحة البالوعة. ومن هذه النقطة تبدأ الدورة من جديد حتى تصل مياه الصرف الصحي وجهتها - والتي غالبًا ما تكون محطة معالجة. وبهذه الطريقة، تُستخدم محطات الضخ لنقل النفايات إلى مستويات أعلى. وفي حالة ارتفاع تدفقات مياه الصرف الصحي إلى البئر (على سبيل المثال خلال فترات ذروة التدفق والطقس الممطر) يتم استخدام مضخات إضافية. وإذا كانت هذه المضخات غير كافية، أو في حال تعطل محطة الضخ، فيمكن أن يحدث زيادة في نظام البالوعات، مما يؤدي إلى فيض المجاري الصحية – تصريف مياه الصرف الصحي الخام في البيئة.
وعادة ما يتم تصميم محطات ضخ مياه الصرف الصحي بحيث تقوم مضخة واحدة أو مجموعة واحدة من المضخات بالتعامل مع ظروف تدفق الذروة العادية. ويتم بناء مضخات زائدة عن الحاجة في النظام بحيث إذا ما كانت هناك أي مضخة خارج نطاق الخدمة، فإن المضخة أو مضخات المتبقية تقوم بمعالجة التدفق المحدد. وفي هذه الأيام توجد الكثير من أجهزة التحكم الإلكترونية في السوق المصممة بشكل خاص لهذا التطبيق. ويتم تصميم حجم تخزين البئر الرطب بين إعدادات ’تشغيل المضخة‘ و’إيقاف تشغيل المضخة‘ لتقليل عمليات بدء التشغيل وإيقاف التشغيل، ولكن يجب ألا يكون وقت الاحتفاظ طويلاً بحيث لا يتحول الصرف الصحي الموجود في البئر الرطب إلى العفن.
ودائمًا ما تكون مضخات مياه الصرف الصحي عبارة عن مضخات شفط بالطرد المركزي بها دوافع ميكانيكية مفتوحة مصممة بشكل خاص وبها ممر كبير مفتوح لتجنب الانسداد بفعل الرواسب أو التفاف الرواسب التي بها لفائف حول الدافعة. وعادة ما يتم تشغيل المضخة بواسطة محرك AC الحثي ذي ستة أقطاب. وبدلاً من توفير ممرات مفتوحة واسعة، تقوم بعض المضخات، لا سيما مضخات مياه الصرف الصحي صغيرة الحجم، بتطرية أي مواد صلبة موجودة بالصرف الصحي وتكسيرها إلى أجزاء أصغر والتي يمكن لها المرور بسهولة أكبر من خلال الدافعة.
والمناطق الداخلية من محطة ضخ مياه الصرف الصحي هي مكان خطير للغاية. يمكن أن تتراكم غازات سامة مثل الميثان وكبريتيد الهيدروجين في البئر الرطب؛ وسيتعرض الشخص غير المجهز تجهيزًا جيدًا بأدوات الحماية الذي يدخل البئر للأدخنة سريعًا. ويتطلب أي دخول في البئر الرطب طريقة دخول خاصة بالأماكن المغلقة الخاصة بالبيئات الخطرة. ولتقليل الحاجة للدخول، يتم عادة تصميم المرفق بما يسمح بإزالة المضخات وغيرها من المعدات من خارج البئر الرطب.
تضم محطات ضخ الصرف الصحي التقليدية بئرًا رطبًا و’بئرًا جافًا‘. وغالبًا ما يكون هذان البئران في نفس المرفق يفصلهما قاسم داخلي. وفي هذه الهيئة يتم تركيب المضخات أسفل مستوى سطح الأرض على قاعدة البئر الجاف بحيث تكون مداخله دون مستوى المياه في بداية المضخة، الأمر الذي يتيح ملء المضخة وكذلك الاستفادة القصوى من مستوى صافي الامتصاص الموجب (NPSH) المتاح. وعلى الرغم من عزلها بشكل رمزي عن الصرف الصحي الموجود في البئر الرطب، فإن الآبار الجافة هي عبارة عن أماكن مغلقة تحت الأرض وتتطلب الاحتياطات المناسبة للدخول. علاوة على ذلك، فإن أي تعطل أو تسرب في المضخات أو شبكة الأنابيب يمكن أن يفرغ مياه الصرف الصحي مباشرة في البئر الجاف مع الفيضان الكامل لا يُعد غير شائع. ونتيجة لذلك، يتم عادة تركيب محركات كهربائية فوق مستوى الفيضان وأعلى مستوى مياه البئر الرطب، وغالبًا أعلى مستوى سطح الأرض وتشغيل مضخات الصرف الصحي من خلال عمود إدارة عمودي ممتد. ولحماية المحركات الموجودة فوق مستوى سطح الأرض من الظروف المناخية، يتم عادة بناء حجيرات والتي تضم أيضًا مجموعة المفاتيح الكهربائية وإلكترونيات التحكم. وهذه هي الأجزاء المرئية من محطة ضخ صرف صحي تقليدية على الرغم من أنها عادة ما تكون أصغر من البئر السفلي والبئر الجاف.
والعديد من محطات ضخ الصرف الصحي الحديثة لا يتطلب بئرًا جافًا أو حجيرة مضخة وعادة ما تتألف من بئر رطب فقط. وفي هذه الهيئة، يتم تركيب مضخات الصرف الصحي الغاطسة مع محركين كهربائيين مقترنين بشكل وثيق داخل البئر الرطب ذاته، حيث تكون هذه المكونات مغمورة بمياه الصرف الصحي. ويتم تثبيت المضخات الغاطسة على قضيبي توجيه عموديين وسدادة محكمة على محمل ثابت بشكل دائم، والذي يشكل حاضنًا ومنعطفًا عموديًا لأنبوب التصريف. وللصيانة أو الاستبدال، يتم رفع المضخات الغاطسة بواسطة سلسلة تمتد من المحمل (duckfoot) إلى قضيبي التوجيه وحتى مستوى الصيانة المطلوب (عادة مستوى سطح الأرض). وعند إعادة تركيب المضخات يتم ببساطة عكس هذه العملية مع إعادة تثبيت المصخة على قضيبي التوجيه وخفض المضخة على المحمل حتى يسد وزن المضخة المحمل مرة أخرى. ومع سد حجيرة المحركات بإحكام ولا يكون الطقس مصدر قلق، فليست هناك حاجة إلى هياكل فوق سطح الأرض، باستثناء حجيرة صغيرة لإيواء مجموعة المفاتيح الكهربائية وأنظمة التحكم.
ونظرًا لتراجع الكثير من المخاوف المتعلقة بالصحة والسلامة وصغر الحجم والرؤية، فإن محطات ضخ الصرف الصحي التي تعمل بالمضخات الغاطسة قد حلت محل محطات ضخ الصرف الصحي التقليدية بالكامل تقريبًا. علاوة على ذلك، عادة ما ينطوي إصلاح محطة الضخ التقليدية على تحويلها إلى محطة ضخ حديثة عن طريق تثبيت المضخات الغاطسة في البئر الرطب، وهدم حجيرة المضخة وإلغاء البئر الجاف إما من خلال إزالته أو هدم القسم الداخلي ودمجه مع البئر الرطب.

## عناصر التحكم الإلكترونية
قامت الشركات المصنعة للمضخات دائمًا بتصميم وصناعة أجهزة إلكترونية للتحكم في محطات الضخ والإشراف عليها. ومن الشائع أيضًا في الوقت الراهن استخدام وحدة تحكم منطقي قابلة للبرمجة (PLC) أو وحدة طرفية للتحكم عن بُعد (RTU) للقيام بمثل هذا العمل، بيد أن الخبرة اللازمة لحل بعض المشاكل يجعل من الأسهل البحث عن وحدة تحكم معينة في المضخة.
وتُعد الوحدات الطرفية للتحكم عن بُعد مفيدة للغاية في المراقبة عن بُعد لكل محطة من محطات الضخ من غرفة تحكم مركزية باستخدام أنظمة SCADA (التحكم الإشرافي والحصول على البيانات). وهذا الإعداد سوف يكون مفيدًا في مراقبة أخطاء المضخة ومستوياتها أو أي إنذارات أو معلمات أخرى الأمر الذي يجعلها أكثر كفاءة.

## مشروعات الضخ والتخزين
مشروع الضخ والتخزين هو نوع من محطات الطاقة لتخزين وإنتاج الكهرباء لتلبية المطالب في حالات الذروة من خلال نقل المياه بين خزانات على ارتفاعات مختلفة.
وعادة ما يتم توجيه المياه من خزان عالي المستوى إلى خزان آخر منخفض المستوى، عبر مولدات توربينية تقوم بتوليد الكهرباء. ويتم هذا عندما يُطلب من المحطة توليد الطاقة. وخلال فترات انخفاض الطلب على الكهرباء، يتم تحويل المولدات لتصبح مضخات تنقل المياه مرة أخرى إلى الخزان العلوي.
انظر أيضًا: قائمة محطات الضخ والتخزين

## قائمة محطات الضخ
هناك عدد لا يحصى من محطات الضخ في جميع أنحاء العالم. وفيما يلي قائمة بتلك المحطات المبينة في هذه الموسوعة.

### المملكة المتحدة
في المملكة المتحدة، وخلال العصر الفيكتوري، كان هناك نمط سائد للمباني العامة يتمثل في التميز بهندسة معمارية مليئة بالزخرفة. وبناءً على ذلك، تم إدراج عدد كبير من محطات الضخ السابقة في القائمة والمحافظة عليها. وكانت غالبية هذه المحطات تعمل بالبخار في الأصل، وحيث إن العديد من المحركات البخارية لا تزال في موقعها، تمت إعادة افتتاح الكثير من هذه المواقع كمتاحف للجذب السياحي.

#### إمداد القنوات بالمياه
- محطة الضخ في كلافيرتون، في قناة كينيت وآفون، بالقرب من باث (تعمل بالماء)
- Cobb's Engine House، بالقرب من البوابة الجنوبية نفق نيزرتون (Netherton Tunnel)
- محطة الضخ كروفتون، على قناة كينيت وآفون، بالقرب من Great Bedwyn
- محطة Leawood Pump House، على قناة كرومفورد في ديربيشاير
- محرك سميثويك، تم نقلها حاليًا من موقعها الأصلي إلى متحف العلوم في برمنجهام
- محطة سميثويك الجديدة للضح (New Smethwick Pumping Station) (حاليًا جزء من مركز Galton Valley Canal Heritage Centre)

#### توريد المياه الجوفية
تُستخدم لضخ المياه من بئر إلى خزان
- محطة الضخ بيستوود، نوتينغمشير
- محطة الضخ باوتون، نوتينغمشير
- محطة الضخ براتش، ستافوردشاير
- محطة الضخ ميل ميس، في ستافوردشاير
- محطة الضخ بابلويك، نوتينغمشير (يتم الضخ من بئر على عمق 200 قدم (61 م))
- محطة الضخ سيلي أوك، برمنغهام (مبنى تحول إلى محطة كهرباء فرعية)

#### محطة الطاقة الهيدروليكية
- محطة الطاقة الهيدروليكية في وابينج، لندن (تحولت إلى طاقة كهربائية، والآن هي مركز للفنون ومطعم)

#### صرف الأراضي
- Pinchbeck Engine، بالقرب من سبلادينج (محرك ضخ وناعور (ساقية))'
- محطة الضخ بود هول بالقرب منسبلادينج، لينكولنشاير (كانت محطة ضخ تعمل بالمحركات البخارية في السابق، لم تعد موجودة)
- محطة بريكويلو (Prickwillow Engine House)، بالقرب من إيلي، كامبردجشاير (الآن هي متحف Museum of Fenland Drainage)
- محطة Stretham Old Engine، ستريتهام، كمبريدجشير
- متحف محطة الضخ في ويستونزويلاند، سومرست

#### إمدادات المياه العامة
تُستخدم لضخ مياه الشرب من الخزان إلى شبكة إمداد المياه
- محطة الضخ بلاجدون، وادي تشيو، سومرست
- محطات مياه إدغبستون، برمنجهام (ربما ليس موقع ’متحف‘)
- Kempton Park Pumping Station، لندن
- Kew Bridge Pumping Station  [لغات أخرى]‏، كيو بريدج، لندن
- محطة الضخ إنجفورد ("متحف الطاقة")، إيسكس
- متحف محركات ريهوب، سندرلاند
- محطة الضخ تيز كوتيدج، دارلينجتون

#### مياه الصرف الصحي
- محطة الضخ آبي، ليستر
- محطة الضخ آبي ميلز، في شمال لندن. (المحركات البخارية لم تعد موجودة)
- محطة الضخ كلايميلز، بالقرب من Burton upon Trent
- محطة الضخ كولهام، كولهام، بالقرب من شروسبوري
- محطة الضخ كروسنيس، جنوب لندن
- محطة الضخ دوك روود إدوارديان، في نورثويتش، شيشاير (محركات بالغاز. تم بناؤها عام 1913)
- محطة الضخ لو هول، والتماتسو، شمال لندن
- Markfield Beam Engine، توتنهام، لندن

#### سكك حديدية تحت الأرض
- متحف محرك برونيل (الآن متحف برونيل)، روثرهايث، شرق لندن (استخراج المياه من نفق التايمز؛ المحرك لم يعد موجودًا)
- محطة الضخ شور روود، بيركينهيد، ويرال (كانت في الأصل تعمل بالبخار، والآن بالكهرباء؛ تستخرج المياه من نفق السكك الحديدية أسفل نهر ميرسي)

### هونغ كونغ
إمدادات المياه العامة
- مكتب مهندس لمحطة الضخ السابقة، هونغ كونغ

### العراق
الصرف الزراعي
- محطة الضخ للصرف الزراعي في الناصرية، محافظة ذي قار

### هولندا
صرف الأراضي
- محطة الضخ Cruquius  [لغات أخرى]‏ (قيد العمل، ولكنها لم تعد تعمل بالبخار)
– محرك من نوع an 8-beam Cornish engine مع أكبر أسطوانة قطرًا في العالم (144 بوصة (3.5 أمتار))
- ir.D.F. Woudagemaal، ir. محطة الضخ وودا) (أكبر محطة ضخ تعمل بالبخار في العالم)

### السكك الحديدية الخاصة بمحطات المياه
- سكة حديد محطات مياه كلون فالي، محطة الضخ إيستبيري، بالقرب من واتفورد
- سكة حديد Metropolitan Water Board، كيمبتون بارك، لندن
- قائمة السكك الحديدية الضيقة في أعمال معالجة المياه والصرف الصحي في بريطانيا العظمة